# The Great Ace Attorney: Adventures
The Great Ace Attorney: Adventures (大逆転裁判 ‐成歩堂龍ノ介の冒険‐?, Dai gyakuten saiban: Naruhodō Ryūnosuke no bōken, lett. "L'avventura di Ryūnosuke Naruhodō") è l'ottavo titolo della serie Ace Attorney creata da Capcom. Il gioco è stato originariamente distribuito in Giappone per Nintendo 3DS e successivamente incluso nella raccolta The Great Ace Attorney Chronicles per Nintendo Switch, PlayStation 4 e Microsoft Windows.

## Trama
The Great Ace Attorney: Adventures è ambientato a Londra nel periodo Meiji. Il protagonista è Ryunosuke Naruhodo, antenato di Phoenix Wright. Nel videogioco è inoltre presente il personaggio di Herlock Sholmes, accompagnato da Iris Wilson, una bambina di 8 anni.
The Adventure of the Great Departure (大いなる旅立ちの冒險?)
Il giovane studente universitario Ryunosuke Naruhodo (龍ノ介 成歩堂?) viene accusato dell'omicidio del professore inglese John H. Wilson (ジョン・H・ワトソン?, John H. Watson) in quanto si trovava vicino al corpo della vittima con una pistola. Sapendo di essere assolutamente innocente, assume la difesa di sé stesso in tribunale con l'aiuto del suo amico Kazuma Asogi (一真 亜双義?, Kazuma Asōgi) che studia legge per diventare avvocato difensore. Ad assumere la carica di pubblico ministero sarà Taketsuchi Auchi (武土 亜内?), antenato di Winston e Gaspen Payne.
The Adventure of the Unbreakable Speckled Band (友とまだらの紐の冒險?)
Ryunosuke viene trovato come clandestino a bordo della nave a vapore SS Burya per volere dell'amico Kazuma, in viaggio per Londra per uno scambio di studenti tra il Giappone e l'Inghilterra, prima di finire deceduto nel suo camerino con la porta chiusa. Per scagionare le accuse rivolte contro date le circostanze, si mette ad investigare con l'aiuto dell'assistente Susato Mikotoba (寿沙都 御琴羽?) e dell'investigatore privato Herlock Sholmes (シャーロック・ホームズ?, Sherlock Holmes) per risolvere anche il mistero di una certa "banda maculata" sulla nave.
The Adventure of the Runaway Room (疾走する密室の冒険?)
Dopo essere arrivati a Londra, il neo-avvocato Ryunosuke e Susato incontrano il giudice capo Mael Stronghart (ハート・ヴォルテックス?, Hart Vortex) che, per metterlo alla prova, gli propone un "semplice caso" da risolvere. Se dovesse dare all'imputato il voto di non colpevolezza, sarebbe stato promosso come nuovo avvocato e rimpiazzo per Kazuma. Il caso consiste nel dimostrare l'innocenza del benestante Magnus McGilded (コゼニー・メグンダル?, Cosney Megundal), reo di aver commesso un omicidio in un omnibus e con due testimoni oculari a supportare la teoria. Ben presto il giovane avvocato scoprirà il sistema giuridico della Old Bailey e affronterà il temibile "Mietitore della Bailey" Barok Van Zieks (バロック・バンジークス?), ritornato al banco della procura dopo cinque anni.
The Adventure of the Clouded Kokoro (吾輩と霧の夜の冒険?)
Dopo aver superato il processo, seppur finito in modo controverso, Mael Stronghart offre un altro caso a Ryunosuke, che stavolta dovrà rappresentare la difesa per Natsume Sōseki (漱石 夏目?), uno studente di letteratura inglese, che vive assieme al suo gatto Wagahai (吾輩?), accusato di aver pugnalato una donna alla schiena. Purtroppo per Ryunosuke il caso è più complesso di quel che possa immaginare, con Barok Van Zieks come procuratore per il caso e le prove che indicano Natsume come l'unico sospettato. Durante le indagini nell'appartamento dove vive il nipponico, incontrano Herlock Sholmes che tenta di risolvere un mistero legato ai coniugi John (ジョン・ガリデブ?) e Joan Garrideb (ジョーン・ガリデブ ?).
The Adventure of the Unspeakable Story (語られない物語の冒険?)
Due mesi dopo il controverso processo di Magnus McGilded, Ryunosuke e Susato vivono in un attico del 221B di Baker Street, trascorrendo le loro giornate con Herlock Sholmes, Iris Wilson (アイリス ワトソン?, Iris Watson), figlia di John e abile inventrice, e il gatto Wagahai. Un giorno, il gruppo visita il negozio di pegni del signor Windibank (ハッチ?, Hatch) quando incontrano Gina Lestrade (ジーナ・レストレード?), una ladruncola amica di Iris conosciuta in precedenza al processo di Magnus McGilded, che vuole ritirare una giacca quando all'improvviso appare un uomo di nome Eggert Benedict (エッグ・ベネディクト?, Egg Benedict) che si ritiene possessore della giacca. Le deduzioni combinate di Ryunosuke e Herlock dimostrano invece che la giacca e il suo contenuto, un disco musicale per carillon, appartengono a Magnus McGilded e Eggert Benedict è costretto a darsela a gambe con l'arrivo della polizia. Nella notte, Gina Lestrade decide di andare al negozio per scoprire una cosa di cui Iris non è a conoscenza. Quando l'avvocato, Susato e Herlock irrompono nel negozio, quest'ultimo viene ferito gravemente e Ryunosuke scopre che nel retro è avvenuto un omicidio. Windibank è trovato morto con un colpo alla schiena e accanto si trova Gina svenuta e con una pistola in mano. Credendo sinceramente all'innocenza della sua amica, Ryunosuke prende in mano questo singolare caso a camera chiusa, non consapevole che la sua risoluzione porterà anche alla verità del processo di due mesi fa.

## Modalità di gioco
Al contrario dei precedenti titoli della serie, Ryunosuke deve convincere una giuria popolare.

## Sviluppo

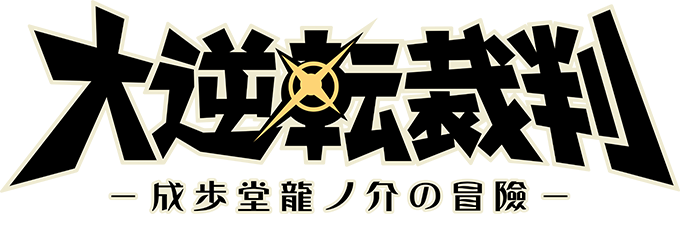
Logo giapponese del videogioco

## Accoglienza
Nell'aprile 2022 Capcom ha annunciato che The Great Ace Attorney Chronicles ha venduto oltre 500 000 copie. Nel maggio 2024 il gioco ha superato il milione di unità vendute.